# Ливердён
Ливердён (фр. Liverdun) — коммуна во французском департаменте Мёрт и Мозель региона Гранд-Эст. Относится к кантону Домевр-ан-Э.

## География

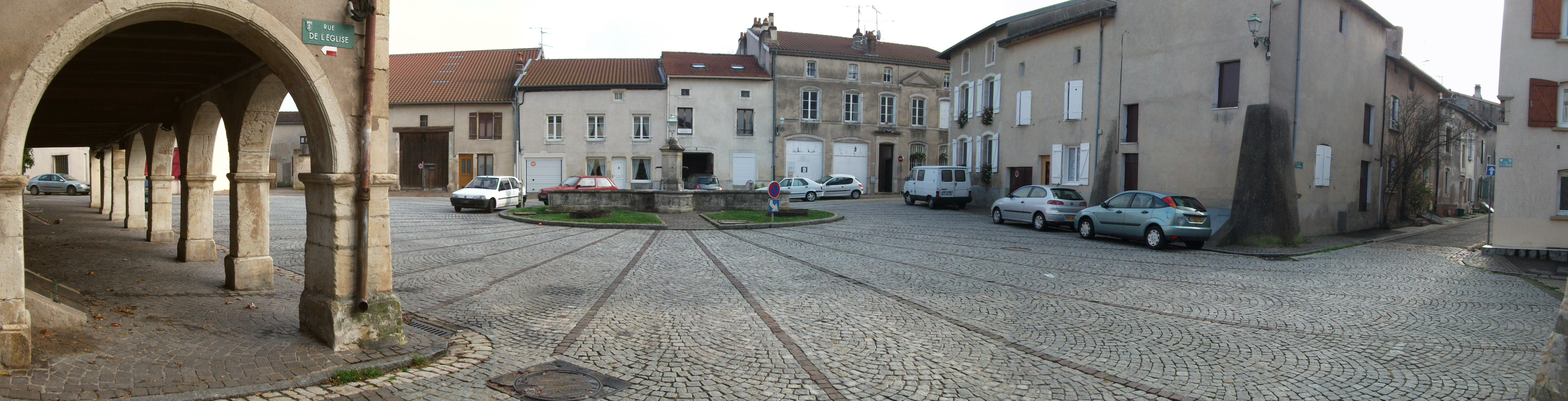
Центральная площадь и фонтан в Ливердене.

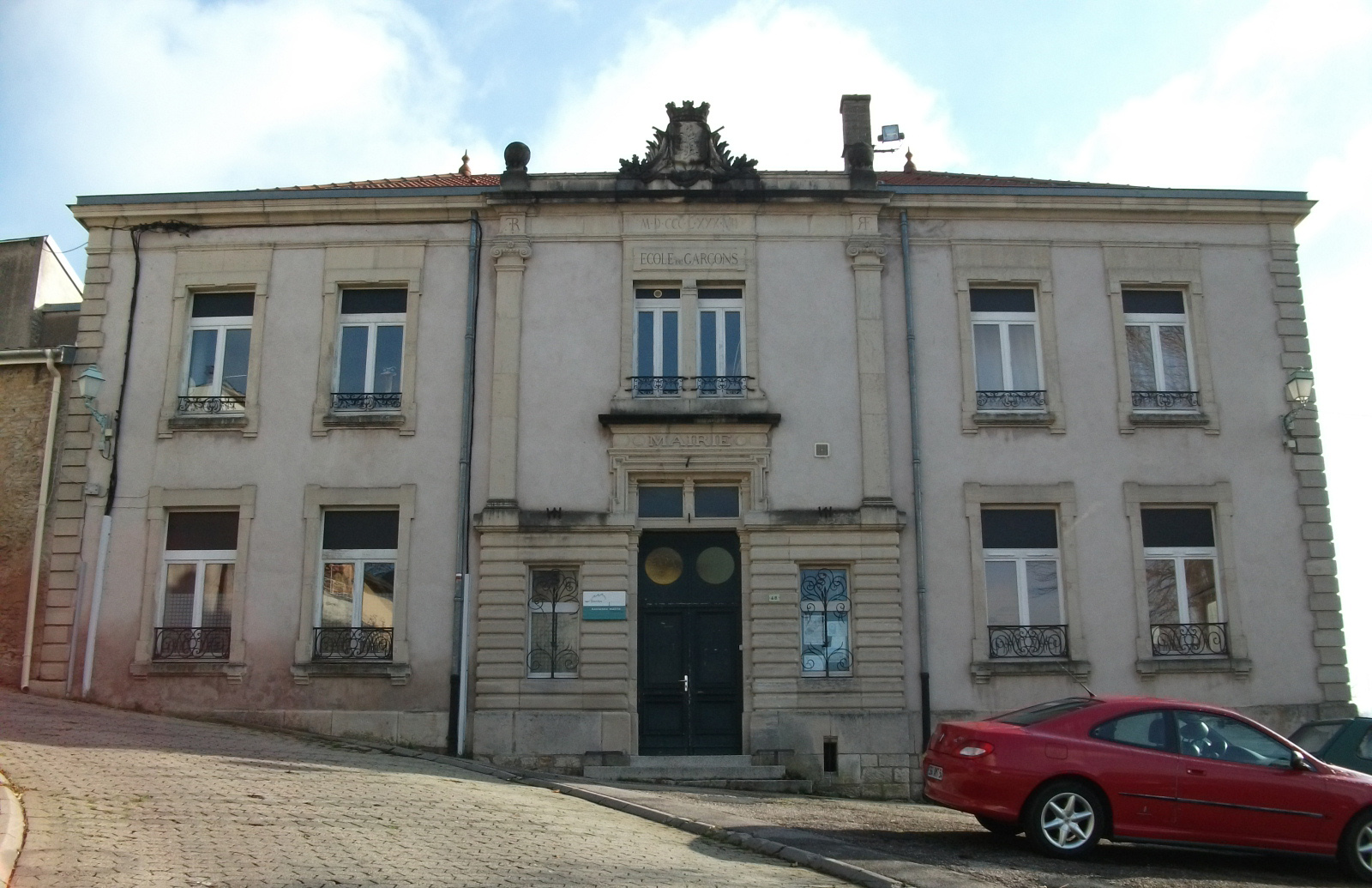
Здание бывшей мэрии и школы.

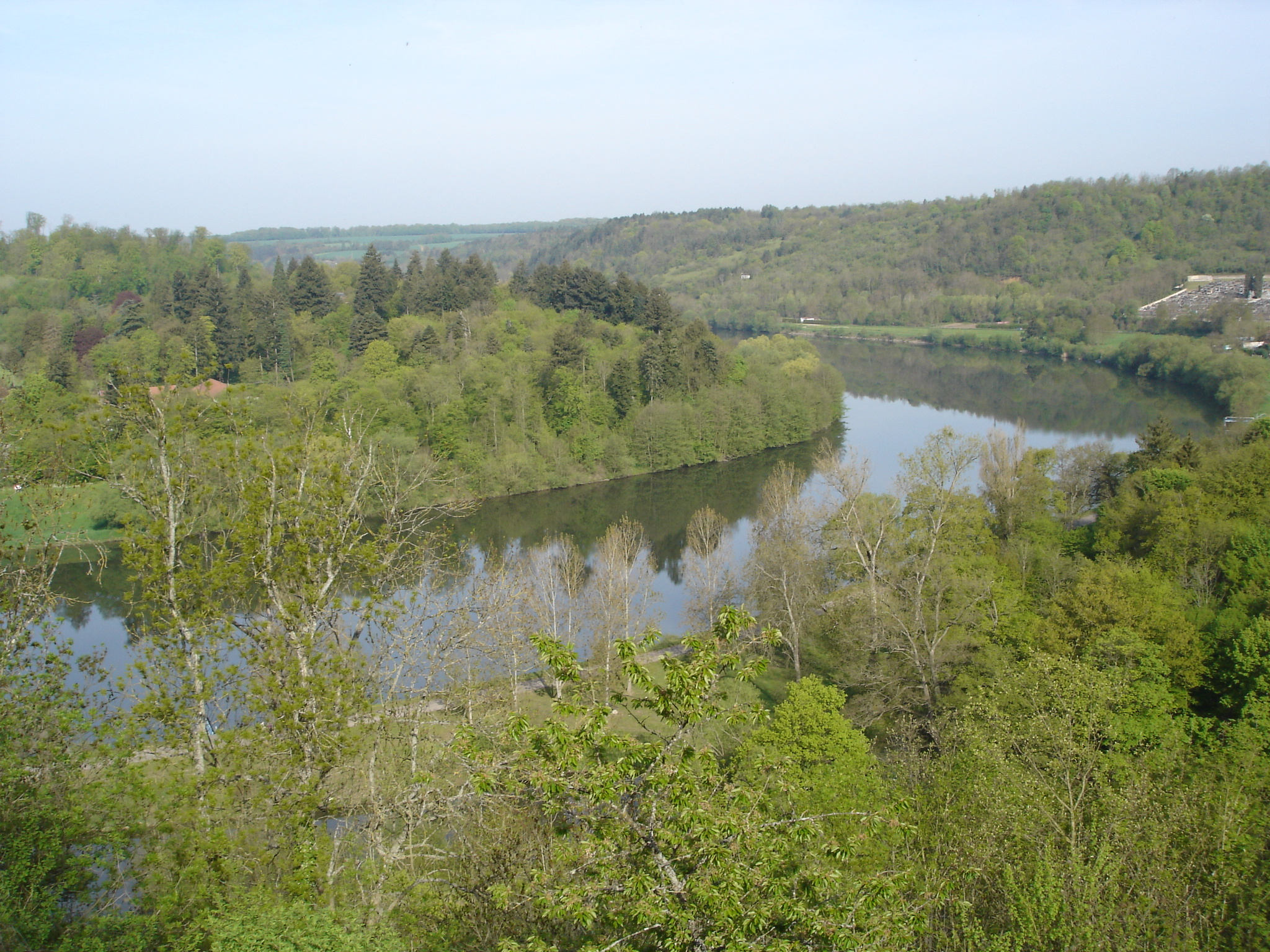
Мозель в окрестностях Ливердена.

Ливерден расположен в 11 км к северо-западу от Нанси. Стоит на берегу Мозеля между Нанси, Понт-а-Муссоном и Тулем. Соседние коммуны: Сезре на севере, Марбаш на северо-западе, Помпе и Фруар на востоке, Сексе-ле-Буа на юге, Эньере и Вилле-Сент-Этьенн на юго-западе, Жайон на западе, Розьер-ан-Э на северо-западе.

## История
- В Ливердене была резиденция епископа Туля.
- Ливерденское соглашение, подписанное в результате французской угрозы Нанси 26 июня 1632 года между герцогом Лотарингии Карлом IV и французским королём Людовиком XIII, передало на 4 года лотарингские города Стене[англ.], Ден-сюр-Мёз, Жамец и Клермон-ан-Аргонн французской короне.
- В 1868 году Альфред Нобель организовал в Левердене промышленное общества для производства динамита для Эльзаса-Лотарингии и Бельгии. Завод по производству динамита был открыт в 1871 году. Позже производство было перенессено в Испанию в Гальдакано.

## Транспорт
- Железнодорожный вокзал Ливердена обслуживает линию Париж-Страсбург.

## Демография
Население коммуны на 2010 год составляло 6003 человека.
| 1962 | 1968 | 1975 | 1982 | 1990 | 1999 | 2010 |
| ---- | ---- | ---- | ---- | ---- | ---- | ---- |
| 4022 | 3876 | 5035 | 6110 | 6435 | 6393 | 6003 |

## Достопримечательности
- Усадьба галло-романского периода, разрушена в III веке.
- Некрополь Меровингов VIII веке включал более 1000 могил. Взорван в 1870 году.
- Церковь святого Петра конца XII века.